# Крук, Иван Маркович
Ива́н Ма́ркович Крук (1861 — ?) — член I Государственной думы от Подольской губернии, крестьянин.

## Биография
Православный, крестьянин села Полянецкого Балтского уезда.
Начальное образование получил дома. Грамотный. Занимался земледелием.
В 1906 году был избран в I Государственную думу от общего состава выборщиков Подольского губернского избирательного собрания. Входил в группу беспартийных. В думских комиссиях не участвовал.
Дальнейшая судьба неизвестна.